# Taça de Portugal de Andebol Masculino
A Taça de Portugal de Andebol é uma competição portuguesa de andebol organizada pela Federação de Andebol de Portugal. Criada na época 1971–72, a Taça de Portugal teve como primeiro vencedor o Sporting Clube de Portugal, que também é o maior vencedor da prova com 19 troféus conquistados.  
É disputada anualmente por todos os clubes dos três principais escalões do campeonato nacional (com exceção de todas as equipas B que participem nesses campeonatos). As equipas do Campeonato Placard Andebol1 apenas entram nesta competição após as primeiras três rondas a eliminar, ou seja, nos 1/16 de Final. 
As meias-finais e final são disputadas em dois dias consecutivos, em campo neutro, num contexto de Final4.

## Vencedores da Taça de Portugal
| Finais da Taça de Portugal |              |            |                        |
| Época                      | Vencedor     | Res.       | Finalista              |
| 1971–72                    | Sporting CP  | 11 – 9     | FC Porto               |
| 1972–73                    | Sporting CP  | 15 – 14    | FC Porto               |
| 1973–74                    | Belenenses   | –          | SL Benfica             |
| 1974–75                    | Sporting CP  | 20 – 18    | SL Benfica             |
| 1975–76                    | FC Porto     | –          |                        |
| 1976–77                    | FC Porto     | –          |                        |
| 1977–78                    | Belenenses   | –          |                        |
| 1978–79                    | FC Porto     | 19 – 18    | Sporting CP            |
| 1979–80                    | FC Porto     | 24 – 22    | Sporting CP            |
| 1980–81                    | Sporting CP  | 24 – 22    | SL Benfica             |
| 1981–82                    | Belenenses   | –          |                        |
| 1982–83                    | Sporting CP  | 36 – 21    | Atlético da Encarnação |
| 1983–84                    | Belenenses   | –          | SL Benfica             |
| 1984–85                    | SL Benfica   | 19 – 18    | Sporting CP            |
| 1985–86                    | SL Benfica   | 20 – 19    | Sporting CP            |
| 1986–87                    | SL Benfica   | –          |                        |
| 1987–88                    | Sporting CP  | 29 – 20    | Belenenses             |
| 1988–89                    | Sporting CP  | 22 – 18    | SL Benfica             |
| 1989–90                    | ABC Braga    | –          |                        |
| 1990–91                    | ABC Braga    | –          |                        |
| 1991–92                    | ABC Braga    | 25 – 18    | Sporting CP            |
| 1992–93                    | ABC Braga    | 29 – 27 ap | SC Braga               |
| 1993–94                    | FC Porto     | 23 – 22    | SL Benfica             |
| 1994–95                    | ABC Braga    | –          |                        |
| 1995–96                    | ABC Braga    | –          |                        |
| 1996–97                    | ABC Braga    | 21 – 18    | Sporting CP            |
| 1997–98                    | Sporting CP  | 26 – 20    | FC Porto               |
| 1998–99                    | Madeira SAD  | 22 – 13    | Boavista FC            |
| 1999–00                    | ABC Braga    | –          |                        |
| 2000–01                    | Sporting CP  | 25 – 24    | FC Porto               |
| 2001–02                    | Águas Santas | 27 – 21    | ABC Braga              |
| 2002–03                    | Sporting CP  | 30 – 29    | FC Porto               |
| 2003–04                    | Sporting CP  | 29 – 23    | Belenenses             |
| 2004–05                    | Sporting CP  | 27 – 26    | Francisco de Holanda   |
| 2005–06                    | FC Porto     | 28 – 27    | Sporting CP            |
| 2006–07                    | FC Porto     | 19 – 18    | SL Benfica             |
| 2007–08                    | ABC Braga    | 32 – 26    | FC Porto               |
| 2008–09                    | ABC Braga    | 30 – 26    | FC Porto               |
| 2009–10                    | Xico Andebol | 27 – 24    | Sporting CP            |
| 2010–11                    | SL Benfica   | 29 – 25    | Madeira SAD            |
| 2011–12                    | Sporting CP  | 26 – 25    | FC Porto               |
| 2012–13                    | Sporting CP  | 30 – 28 ap | FC Porto               |
| 2013–14                    | Sporting CP  | 34 – 29    | ABC Braga              |
| 2014–15                    | ABC Braga    | 25 – 24    | FC Porto               |
| 2015–16                    | SL Benfica   | 36 – 35 ap | Sporting CP            |
| 2016–17                    | ABC Braga    | 35 – 33 ap | Sporting CP            |
| 2017–18                    | SL Benfica   | 31 – 24    | Sporting CP            |
| 2018–19                    | FC Porto     | 31 - 30    | Águas Santas           |
| 2019–20                    | Cancelado    | Cancelado  | Cancelado              |
| 2020–21                    | FC Porto     | 31 - 27    | SL Benfica             |
| 2021–22                    | Sporting CP  | 36 – 35 ap | FC Porto               |
| 2022–23                    | Sporting CP  | 30 – 29    | Madeira SAD            |
| 2023–24                    | Sporting CP  | 34 – 30    | FC Porto               |
| 2024–25                    | Sporting CP  | 28 – 27    | FC Porto               |

## Palmarés da Taça de Portugal de Andebol

### Palmarés por clube
Desde a sua criação em 1971–72, 8 clubes venceram a Taça de Portugal de Andebol.
| Clubes Vencedores e Finalistas |                                   |         |           | |
| Nº                             | Clube                             | Títulos | Finalista | Épocas dos títulos |
| 1                              | Sporting CP                       | 19      | 11        | 1971–72, 1972–73, 1974–75, 1980–81, 1982–83, 1987–88, 1988–89, 1997–98, 2000–01, 2002–03, 2003–04, 2004–05, 2011–12, 2012–13, 2013–14, 2021–22, 2022–23, 2023–24, 2024-25 |
| 2                              | ABC Braga                         | 12      | 1         | 1989–90, 1990–91, 1991–92, 1992–93, 1994–95, 1995–96, 1996–97, 1999–00, 2007–08, 2008–09, 2014–15, 2016–17                                                                |
| 3                              | FC Porto                          | 9       | 13        | 1975–76, 1976–77, 1978–79, 1979–80, 1993–94, 2005–06, 2006–07, 2018–19, 2020–21                                                                                           |
| 4                              | SL Benfica                        | 6       | 7         | 1984–85, 1985–86, 1986–87, 2010–11, 2015–16, 2017–18 |
| 5                              | Belenenses                        | 4       | 2         | 1973–74, 1977–78, 1981–82, 1983–84 |
| 6                              | Madeira SAD                       | 1       | 2         | 1998–99 |
| 7                              | Águas Santas                      | 1       | 1         | 2001–02 |
| 8                              | Xico Andebol/Francisco de Holanda | 1       | 1         | 2009–10 |
| 9                              | Atlético da Encarnação            | -       | 1         | |
| 9                              | SC Braga                          | -       | 1         | |

## Camadas Jovens[2]

### Juniores Masculinos

#### Vencedores da Taça de Portugal
| Época     |                  | Final     | Final             | Final |
| Época     | Vencedor         | Resultado | Finalista-Vencido |       |
| --------- | ---------------- | --------- | ----------------- | ----- |
| 1997/1998 | SL Benfica       |           |                   |       |
| 1998/1999 | Ginásio Odivelas |           |                   |       |
| 1999/2000 | FC Porto         |           |                   |       |
| 2000/2001 | Sporting CP      |           |                   |       |
| 2001/2002 | ABC Braga        |           |                   |       |
| 2002/2003 | FC Porto         |           |                   |       |
| 2003/2004 | ABC Braga        |           |                   |       |
| 2004/2005 | FC Porto         |           |                   |       |
| 2005/2006 | SL Benfica       |           |                   |       |

#### Títulos por Clube
- FC Porto - 3
- ABC Braga - 2
- SL Benfica - 2
- Sporting CP - 1
- Ginásio Odivelas - 1

### Juvenis Masculinos

#### Vencedores da Taça de Portugal
| Época     |               | Final     | Final             | Final |
| Época     | Vencedor      | Resultado | Finalista-Vencido |       |
| --------- | ------------- | --------- | ----------------- | ----- |
| 1967/1968 | FC Porto      |           |                   |       |
| 1968/1969 | SL Benfica    |           |                   |       |
| 1969/1970 | Passos Manuel |           |                   |       |
| 1970/1971 | Belenenses    |           |                   |       |
| 1971/1972 | SL Benfica    |           |                   |       |
| 1972/1973 | CDUP          | 17-14     | ALMADA            |       |
| 1973/1974 | Passos Manuel |           |                   |       |
| 1974/1975 | FC Porto      |           |                   |       |
| 2003/2004 | São Bernardo  |           |                   |       |
| 2004/2005 | ABC Braga     |           |                   |       |

##### Títulos por Clube
- FC Porto - 2
- SL Benfica - 2
- Passos Manuel - 2
- Belenenses - 1
- CDUP - 1
- São Bernardo - 1
- ABC Braga - 1